# Saint-Gorgon (Morbihan)
Saint-Gorgon è un comune francese di 335 abitanti situato nel dipartimento del Morbihan nella regione della Bretagna.

## Società

### Evoluzione demografica
Abitanti censiti